# Schneelast in der Schweiz

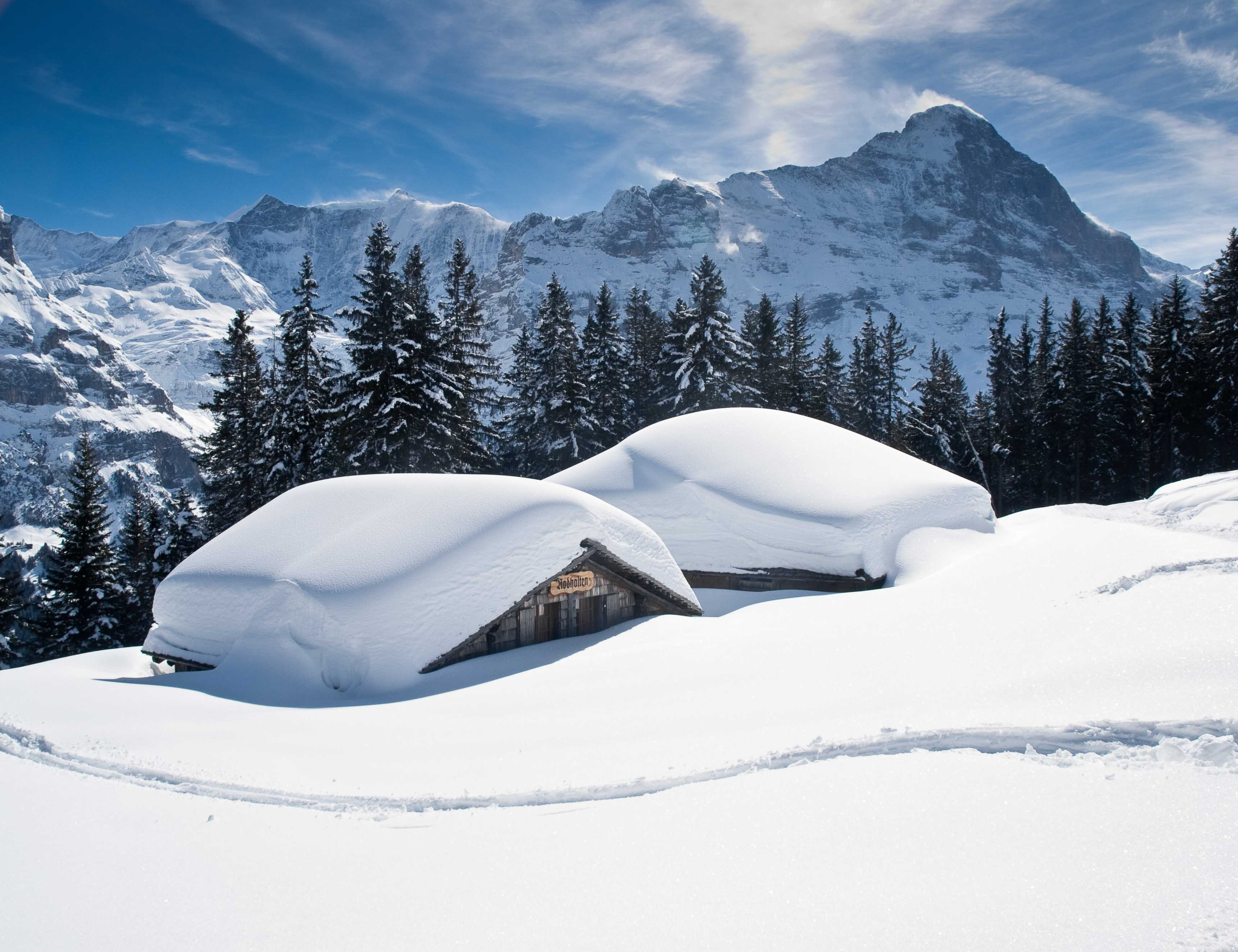
Schnee auf zwei Hütten in Grindelwald

Schneelasten in der Schweiz können nach der SIA 261 bemessen werden. Es gibt jedoch auch die Möglichkeit die Schneelast nach dem Eurocode 1 zu bemessen.

## SIA 261
Nach SIA 261 Ausgabe 2014 wird die Schneelast auf dem Boden wie folgt berechnet:
{\displaystyle s_{k}=\left[1+\left({\frac {h_{0}}{350}}\right)^{2}\right]\cdot 0.4kN/m^{2}\geq 0.9kN/m^{2}}
{\displaystyle h_{0}} ist dabei die spezifische Höhe, welche sich wie folgt berechnet: {\displaystyle h_{0}=h+Z}. Dabei ist {\displaystyle h} die Höhe des Standorts in Metern über Meer, {\displaystyle Z} ist vom Standort abhängig und ist in der Karte der SIA261:2014 Anhang D definiert. Der Parameter {\displaystyle Z} kann folgende Werte haben: −200 m; 0 m; +200 m; +400 m; +500 m. Die angegebene Formel ist nur bis 2000 Meter über dem Meeresspiegel gültig. Für höhere Lagen muss ein Gutachten zur Schneelast erstellt werden.

## Eurocode 1
Alternativ zur SIA 261 darf man grundsätzlich auch den Eurocode anwenden. Die ganze Schweiz liegt gemäss EN 1991-1-3:2003 Anhang C dabei in der Alpinen Region. Der Anhang C ist jedoch informativ und nicht normativ. In dieser Region wird die Schneelast wie folgt berechnet:
{\displaystyle s_{k}=(0.652Z+0.009)\left[1+\left({\frac {A}{728}}\right)^{2}\right]}
Das {\displaystyle A} ist die Höhe über dem Meer und {\displaystyle Z} ist eine Parameter abhängig von der Schneelastzone; dabei gibt es Zonennummern 1, 2 und 3. Die Zonennummer 4.5, die es auch in der Alpinen Region gibt, kommt in der Schweiz nicht vor.
Beispiel: Die Adresse Bahnhofplatz 1 8400 Winterthur liegt in der Zone 1 und hat eine Höhe von 439 müM. Daher setzt man {\displaystyle A=439} und {\displaystyle Z=1}. Eingesetzt in die Formel {\displaystyle s_{k}=(0.652\cdot 1+0.009)\left[1+\left({\frac {439}{728}}\right)^{2}\right]=0.901KN/m^{2}}. Der Chasseral lieg in der Zone 2 und auf 1606 müM. Daher setzt man {\displaystyle A=1606} und {\displaystyle Z=2}. Eingesetzt in die Formel {\displaystyle s_{k}=(0.652\cdot 2+0.009)\left[1+\left({\frac {1606}{728}}\right)^{2}\right]=7.703KN/m^{2}}.
Es sei jedoch angemerkt, dass die Schneelasten wie sie im Eurocode angegeben sind, sich erheblich und mehr mals 2 KN/m2 unterscheiden können im Vergleich zu den Schneelasten wie sie nach der SIA 261 ergeben.

## Geschichte
Die allererste Norm, welche eine Schneelast in der Schweiz definierte, war zu finden in "Allgemeine Bedingungen und Technische Vorschriften für die Berechnung und Ausführung von eisernen Brücken- und Dachkonstruktionen" von 1892 der Schweizerischen Eisenbahnen. Sie besagte: "ist unter gewöhnlichen Verhältnissen ein Schneedruck von 0,080 t auf den m2 überdeckter Grundrissfläche anzunehmen". Die Verordnung betreffend Berechnung und Untersuchung der eisernen Brücken und Hochbauten der der Aufsicht des Bundes unterstellten Transportanstalten aus dem Jahr 1913 übernahm die Formulierung der alten Norm, aber ergänzte, dass man ab 500 müM auch folgende Formel für die Schneelast anwenden sollte {\displaystyle p_{s}=40(1+H/500)}. Dabei war {\displaystyle p_{s}} die Schneelast in KG/m2 und {\displaystyle H} die Ortshöhe in Metern über Meer. In den Normen für die Berechnung, die Ausführung und den Unterhalt der Bauten aus Stahl, Beton und Eisenbeton, Nr. 112 der SIA von 1935 wurde noch eine dritte Formel mit {\displaystyle p_{s}=0.25H} ab 320 bis 500 müM ergänzt.
Die Schneelasten wurden in der SIA 160 von 1970 nochmals reformiert und nun wie folgt geregelt:
{\displaystyle p=90kg/m^{2}{\text{bis 390 m}}}
{\displaystyle p=40+(H/55)^{2}kg/m^{2}{\text{zwischen 390 m und 800 m}}}

{\displaystyle p=160+1.4(H/100)^{2}kg/m^{2}{\text{ab 800 m}}}
In der SIA 160 aus dem Jahr 1989 wurden nun die Schneelasten grundsätzlich so geregelt, wie sie oben bei der SIA 261 beschrieben wurde.

### Tessin
Im Winter 1977/78 gab es einige Einstürze von Gebäuden aufgrund der Schneelast im Tessin. In dem Zusammenhang wurde darauf hingewiesen, dass die Schneelasten, wie sie in der Formel der SIA 160 errechnet werden, bei Höhen unter 800 müM zu geringe Schneelasten ergeben, vor allem in Sottoceneri und im Raum Lugano. So wurde von einer Staatsanwaltschaft im Kanton Tessin der Ingenieur Alessandro Rima beauftragt, ein Gutachten zu erstellen. Rima schlug daraufhin vor, folgende Formel für den Kanton Tessin zu verwenden:
{\displaystyle p=120\cdot 10^{H/1927}}
Die Formel wurde auch die der SIA Zeitschrift "Rivista Tecnica della Svizzera Italiana" für den Kanton Tessin veröffentlicht. Mit der Neuregelung der Schneelasten seit der SIA 160 Ausgabe 1989 ergeben sich für das Tessin höhere Schneelasten als mit der alten Formel der SIA 160 Ausgabe 1970.

## Anmerkung
1. ↑  Das heisst, man müsse eine Schneelast von circa 0.8 kN/m2 annehmen.